# إيران شهر
إيران شهر (فارسي: ايرانشهر) مدينة  البلرء في   بلوشستان يعني اسمها باللغة الفارسية مدينة إيران، كان اسمها في القدم فهرة قبل الاحتلال ويسكن المدينة أكثرية سنية  بلوشية وأقلية شيعة فارسية
1. 1 2 3  GeoNames (بالإنجليزية), 2005, QID:Q830106
2. ↑   https://www.amar.org.ir/english. {{استشهاد ويب}}: |url= بحاجة لعنوان (مساعدة) والوسيط |title= غير موجود أو فارغ (من ويكي بيانات) (مساعدة)